# 地獄の辰捕物控
『地獄の辰捕物控』（じごくのたつとりものひかえ）は、NETテレビ（現・テレビ朝日）の木曜22時枠時代劇として1972年10月5日から1973年3月29日まで放送されたテレビドラマである。全26回。

## あらすじ
岡っ引の辰造は、着流しに雪駄履き、岡っ引らしからぬ風貌の男。世間の裏道を歩き、地獄の味をなめつくしてきたことから、またの名を「地獄の辰」と呼ばれている。その性格の激しさ、持ち前の正義感から、深川見廻り方同心・磯貝に拾われ、「悪」と闘う。

## キャスト
- 岡っ引き・地獄の辰：北大路欣也
- お玉：大原麗子
- 銀太：田中邦衛
- 同心・磯貝源之進：稲葉義男
- 磯貝の娘・お京：五十嵐じゅん
- 松五郎：北村英三
- 留三郎：広瀬義宣
- ナレーター：芥川隆行

## スタッフ
- プロデューサー：服部尚雄、杉井進（NET）・渡部健作（東映）
- 原作：笹沢左保「地獄の辰 無残捕物控」
- 脚本：サブタイトル参照
- 監督：サブタイトル参照
- 音楽：宮川泰
- 制作：NET、東映

## 主題歌
- 『何故にお前は』（作詞：笹沢左保、作曲：宮川泰、唄：北大路欣也）

## サブタイトル
※出演はクレジットタイトルの表記順。
| 放映 年月日     | 各話   | サブタイトル               | 脚本          | 監督     | ゲスト |
| --------------- | ------ | -------------------------- | ------------- | -------- | --- |
| 1972年 10月5日  | 第1話  | 千羽鶴が泣いている         | 田上雄        | 松尾正武 | 阿波地大輔、小田真士、秋山勝俊、上岡紀美子 大月正太郎、泉好太郎、峰蘭太郎、片桐竜次、智村清 政次郎：中野誠也 助五郎：石山健二郎                               |
| 1972年 10月12日 | 第2話  | 御用金が死を招く           | 田上雄        | 松尾正武 | 為吉:柳沢真一、仙次:石橋蓮司 山村弘三、丘路千、大木晤郎、五味竜太郎 伴勇太郎、波多野博、木谷邦臣、峰蘭太郎、春藤真澄 お光:光川環世                            |
| 1972年 10月19日 | 第3話  | 刺青者は闇に消えた         | 飛鳥ひろし    | 荒井岱志 | おしの:梶三和子 立川雄三、千葉敏郎 平沢彰、小柳圭子 狼の伝八:夏八木勲                                                                                         |
| 1972年 10月26日 | 第4話  | 縁切寺で女が死んだ         | 池田一朗      | 原田隆司 | お照:三島ゆり子、幽霊小助:沼田曜一、利兵ヱ:上野山功一 小島恵子、長谷川誉、八代郷子 高並功、畑中伶一、富永佳代子、志茂山高也、市川裕二 中門前の仁吉:長谷川明男 |
| 1972年 11月2日  | 第5話  | 御用提灯が闇に泣く         | 池田一朗      | 原田隆司 | 永野達雄、森章二、志摩靖彦 有島淳平、和田昌也、篠原一郎 宮口二郎、藤江リカ 高森和子、三上真一郎                                                               |
| 1972年 11月9日  | 第6話  | 牡丹の花が闇に咲く         | 池田一朗      | 原田隆司 | 三浦主税:江見俊太郎、三平:加藤春哉 おえん:高毬子、猫目の弥之助:福山象三 西山辰夫、松田明、野崎善彦、森源太郎、不動万 大沢左近:米倉斉加年                      |
| 1972年 11月16日 | 第7話  | 無縁佛が旅に出た           | 飛鳥ひろし    | 松尾正武 | 清吉:佐々木功、おふさ:松木路子 原健策、森章二、外山高士 出水憲司、浜伸二、浜田雄史、井上茂、堀北幸夫 おとら:佐々木愛                                          |
| 1972年 11月23日 | 第8話  | 深川河岸が血で染まる       | 飛鳥ひろし    | 原田隆司 | 山村弘三、山本一郎、古川ロック、北原将光、藤尾純 宮城幸生、森源太郎、土橋勇、富永佳代子、宮崎博 林真一郎、三浦徳子 磯野洋子、北原義郎                         |
| 1972年 11月30日 | 第9話  | かんざしの向うにお玉がいる | 田上雄        | 松尾正武 | 出水憲司、浜伸二、滝譲二 白川浩二郎、八尋洋、井上茂 駒形屋:神田隆、佐七:坂口徹 友蔵:村井国夫、お紋:御影京子                                                   |
| 1972年 12月7日  | 第10話 | 月に吠える狼のように       | 松山威        | 松尾正武 | 栄三:工藤堅太郎 惣助:西沢利明、お峯:八木孝子 小田部通麿、賀川浩延、新田章、伊藤好光、原聖四郎 いがみ政:松山省二                                               |
| 1972年 12月14日 | 第11話 | お玉の足が辰を追う         | 田上雄        | 鳥居元宏 | 剣持伴紀、勝部演之 成瀬正孝、国一太郎 芦田鉄雄、山田良樹 河村有紀                                                                                             |
| 1972年 12月21日 | 第12話 | 女の目に海が光った         | 笠原和夫      | 原田隆司 | 源次:今井健二、島吉:織本順吉 有川正治、浜伸二、入江慎也、鈴木泰弘 山田みどり、遠山金次郎、宮永淳子、矢野幸男、伊玖野暎子 お夢:野川由美子                      |
| 1972年 12月28日 | 第13話 | お玉の声が波に散った       | 田上雄        | 荒井岱志 | おふじ:北川めぐみ、和泉屋久太夫:遠藤辰雄 酒井哲、戸板幸男、山本一郎、滝譲二、みのわだ良太 藤本秀夫、遠山二郎、有島淳平、世羅豊、藤川弘 定八:入川保則          |
| 1973年 1月4日   | 第14話 | 恋路の果てに地獄を見た     | 池田一朗      | 原田隆司 | 喜助:河原崎建三 市太郎:樋浦勉、おふく:西山恵子 森章二、遠山二郎、真木祥次郎、ひろみどり 早瀬主水正:川辺久造                                                   |
| 1973年 1月11日  | 第15話 | 憎しみの果てに朝が来る     | 松村正温 森功 | 松尾正武 | 喜太郎:中尾彬 お花:有川由紀 市川小金吾、唐沢民賢、新田章、阿波地大輔、古川ロック 喜平:瀬川菊之丞                                                              |
| 1973年 1月18日  | 第16話 | 十手者が闇に追われた       | 池田一朗      | 荒井岱志 | 鬼権:福田豊土、お夏:上原ゆかり おぼろ影の和助:河津清三郎 松村康世、北野拓也、梶本潔、山口朱美 菊池助之進:大友柳太朗                                           |
| 1973年 1月25日  | 第17話 | 念仏お竹も地獄を見た       | 池田一朗      | 松尾正武 | 念佛お竹:松本留美、竜崎真之介:田口計 永田光男、小谷悦子、志賀勝、川谷拓三 野上哲也、疋田泰盛、榎原政一、淡路康 佛の五兵ヱ:浜田寅彦、桃助:汐路章               |
| 1973年 2月1日   | 第18話 | 蘭の花は血の中に咲く       | 田上雄        | 荒井岱志 | 源太:橋本功、小平次:松川勉 山岡徹也、高並功、海老江寛 徳田実、大東俊二、八尋洋、牧野秀樹 おくま:村瀬幸子、井筒屋五兵ヱ:潮万太郎                               |
| 1973年 2月8日   | 第19話 | 密告状は涙で書いた         | 飛鳥ひろし    | 松尾正武 | 市:東野孝彦、おとせ:神鳥ひろ子 浜田晃、石沢健、山本弘、秋山勝俊 野口貴史、奈辺悟、森内一夫、井上茂 霧の又兵ヱ:安部徹                                          |
| 1973年 2月15日  | 第20話 | わらべ唄が闇に聞えた       | 池田一朗      | 松尾正武 | 浅野太市:伊達三郎、浅山伝兵ヱ:林彰太郎 三造:小田部通麿、津の国屋文吉:天草四郎 石浜祐次郎、入江慎也、榊浩子、疋田泰盛 山形右京:左右田一平                      |
| 1973年 2月22日  | 第21話 | 竜神河岸に一人立つ         | 高田宏治      | 原田隆司 | 常吉:川地民夫 お袖:上村香子、お蓮:姫ゆり子 田中浩、西田良、志賀勝 笹吾朗、小林泉、三木豊、坂本香、畑中伶一                                                    |
| 1973年 3月1日   | 第22話 | 千羽鶴に地獄を見た         | 服部佳子      | 松尾正武 | お秀:藤田弓子 彦市:藤岡重慶、青山新之助:松原光二 平沢彰、大城泰、川谷拓三、智村清 貞市:内田良平                                                               |
| 1973年 3月8日   | 第23話 | 夜の終りに殺しを見た       | 山本英明      | 鳥居元宏 | 高品格、小堀明男、松山照夫 佐藤京一、小梅泰宏、大城泰、寺島雄作 丸平峰子、白川浩二郎、美川玲子、準見淳、東映子 睦五郎、桜田千枝子                             |
| 1973年 3月15日  | 第24話 | ご赦免船に花が散った       | 池田一朗      | 鳥居元宏 | お徳:真屋順子、羽衣の新兵ヱ:春日俊二 汐路章、守田学哉、阿木五郎 沖ときお、川浪公次郎、五十嵐義弘 かまいたちの勘助:花沢徳衛                                    |
| 1973年 3月22日  | 第25話 | 恋女房の幽霊を見た         | 池田一朗      | 原田隆司 | 斬られの山吉:山田吾一 やらずの定吉:柳沢真一 伍市:大泉滉、おつた:森秋子 山本一郎、重久剛、宮崎博、市川祐二                                                     |
| 1973年 3月29日  | 第26話 | 恋女房に十手を賭けた       | 田上雄        | 原田隆司 | 淡路屋五兵衛：水島道太郎 喜兵次:潮健児、佐久蔵:鎗田順吉、儀助:東光生 波田久夫、玉生司郎、榎原政一、渡辺憲悟 鬼火の新十郎:小池朝雄                             |

## 放送局
★印の局の放送時間は全て、木曜 22:00 - 22:55、同時ネット。
- ★NET（現・テレビ朝日）
- ★北海道テレビ[1]
- ★青森テレビ[2]
- ★テレビ岩手[2]
- 秋田放送：土曜 13:15 - 14:10[3]
- 山形放送：土曜 15:00 - 16:00[4]
- 宮城テレビ：金曜 22:00 - 22:55[5]
- 新潟放送：木曜 14:30 - 15:25[6]
- 北日本放送：日曜 22:30 - 23:25[7]
- 北陸放送：木曜 23:05 - 0:00[7]
- 福井放送：月曜 16:00 - 16:55[7]
- 静岡放送：土曜 23:00 - 23:55[8]
- 名古屋テレビ：金曜 22:00 - 22:55[9]
- ★毎日放送[10]
- 日本海テレビ：月曜 22:00 - 22:55[11]
- 岡山放送：木曜 23:20 - 0:15（当時は岡山県のみの県域局、数か月遅れ）[12]
- ★瀬戸内海放送（当時は香川県のみの県域局）[13]
- 広島ホームテレビ：月曜 21:00 - 21:55[13]
- 高知放送：日曜 17:35 - 18:30[14]
- ★九州朝日放送[15]
- 長崎放送：月曜 23:00 - 23:55（数か月遅れ）[16]
- 熊本放送：火曜 22:00 - 22:55[15]
- テレビ大分：土曜 16:00 - 16:55[17]
- 宮崎放送：土曜 23:30 - 0:25[18]

## 前後番組
| NET系 木曜22：00枠 | NET系 木曜22：00枠                    | NET系 木曜22：00枠              |
| 前番組             | 番組名                                | 次番組                          |
| ------------------ | ------------------------------------- | ------------------------------- |
| 世なおし奉行       | 地獄の辰捕物控 （ここまで木曜時代劇） | 非情のライセンス（第1シリーズ） |

| スタブアイコン | サブスタブ | この項目は、まだ閲覧者の調べものの参照としては役立たない、テレビ番組に関連した書きかけの項目です。この項目を加筆・訂正などしてくださる協力者を求めています（P:テレビ/PJ:放送または配信の番組）。 |